# Fyrspringarspel
Den här artikeln använder algebraisk schacknotation för att beskriva schackdragen.
Fyrspringarspel är en schacköppning som betecknar ställningen efter dragen:
1. e4 e5
2. Sf3 Sc6
3. Sc3 Sf6
Draget 3.Sc3 är ett sunt utvecklingsdrag, men ganska tamt eftersom det inte innebär något hot. 
Öppningen anses något oambitiös från vits sida, då man låter svart få en symmetrisk ställning och därmed anses svart kunna utjämna.
Fyrspringarspel var populärt fram till första världskriget, men sedan har populariteten dalat till förmån för bland annat spanskt parti som anses ge vit bättre vinstchanser.
Den internationella mästaren Andrey Obodchuck har beskrivit öppningen som följer: "Does the four knights give any chances to fight for the advantage? No, of course not! But it does guarantee a lot of adventures,  and adrenaline rushes, especially if both sides are disposed to a sharp fight!"
Fritt översatt: "Ger fyrspringarspel någon chans att kämpa om fördel? Nej, självklart inte! Men det garanterar äventyr och adrealinkickar, särskilt om båda spelarna är redo för ett skarpt parti!"

## Varianter
Vit har flera möjliga fortsättningar:
- 4.Lb5 kallas spanskt fyrspringarspel. 
  - 4...Lb4 är det vanligaste och leder efter 5.0–0 0–0 6.d3 d6 till lugnt, positionellt spel.
  - Mer aggressivt är Rubinsteinvarianten med 4...Sd4 som var en anledning till att fyrspringarspel tappade i popularitet. Vit kan svara med 5.La4, 5.Lc4 eller 5.Sxd4 exd4 6.e5 dxc3 7.exf6 Dxf6 8.dxc3 med en remiartad ställning.

- 4.d4 är skotskt fyrspringarspel. Nu leder 4...exd4 5.Sxd4 till en variant av skotskt parti medan det ovanliga 5.Sd5 kallas Belgradgambit.

- Efter 4.Lc4 leder 4...Lc5 till italienskt fyrspringarspel men svart spelar bättre 4...Sxe4 5.Sxe4 d5 med fördel.

- Även 4.g3 förekommer.